# Marten de Roon
Marten Elco de Roon (* 29. März 1991 in Zwijndrecht) ist ein niederländischer Fußballspieler. Der Mittelfeldspieler steht seit August 2017 beim italienischen Serie-A-Verein Atalanta Bergamo unter Vertrag und ist seit November 2016 Nationalspieler.

## Vereinskarriere
Im Jahr 2006 wechselte der Mittelfeldspieler Marten de Roon aus der Jugend von Feyenoord Rotterdam zum Stadtrivalen Sparta. Für die Profimannschaft debütierte er am 27. März 2010 unter Trainer Frans Adelaar im Spiel gegen den FC Twente Enschede in der Startaufstellung. In der restlichen Saison 2009/10 kam er noch auf zwei weitere Einsätze. Sein Klub musste in dieser Spielzeit den Abstieg in die zweitklassige Keuken Kampioen Divisie hinnehmen. In der folgenden Saison 2010/11 stand de Roon in 27 Ligaspielen auf dem Feld und stieg zum Stammspieler bei Sparta auf. In der Spielzeit 2011/12 erzielte er sein erstes Profitor am 18. Februar 2012 im Spiel gegen den SC Cambuur zum 2:1-Auswärtssieg. Sparta gelang in dieser Saison der Wiederaufstieg in die Eredivisie und der junge de Roon spielte sich ins Blickfeld diverser niederländischer Vereine. In 28 Einsätzen erzielte der Mittelfeldspieler zwei Treffer und bereitete drei weitere vor.
Zur Saison 2012/13 wechselte er zum Erstligisten SC Heerenveen und unterzeichnete dort einen Dreijahresvertrag. In seiner ersten Saison stand de Roon in 24 Spielen auf dem Platz und erzielte dabei ein Tor. In seinem zweiten Jahr, 2013/14, war er unter Marco van Basten Stammspieler, wurde zum Mannschaftskapitän bestimmt und fehlte nur in drei von 34 Ligaspielen wegen einer Oberschenkelverletzung und zweier Gelbsperren. Auch in der folgenden Saison 2014/15 bestritt er 32 Ligaspiele. In drei Jahren beim SC Heerenveen kam de Roon in 94 Partien zum Einsatz und erzielte fünf Treffer.
Zur Saison 2015/16 wechselte de Roon in die italienische Serie A zu Atalanta Bergamo. Sein erstes Spiel bestritt er am ersten Spieltag der neuen Saison unter Edoardo Reja gegen Inter Mailand, das mit 0:1 verloren wurde. Im Spiel gegen die US Palermo am 6. Dezember 2015 bereitete er das 1:0-Führungstor durch Germán Denis vor und erzielte in der 80. Minute selbst den Treffer zum 3:0-Endstand, der zugleich sein erstes Pflichtspieltor für Atalanta war. Auch bei Atalanta wurde de Roon zum Stammspieler und fiel in seiner ersten Saison nur zweimal durch Gelbsperren aus.
Am 4. Juli 2016 wechselte de Roon zum Aufsteiger in die Premier League FC Middlesbrough. Für Middlesbrough debütierte er am 13. August 2018 unter Aitor Karanka im Spiel gegen Stoke City, in dem er bereits nach 22 Minuten das Spielfeld aufgrund einer erlittenen Oberschenkelverletzung verlassen musste. Diese Verletzung setzte ihn zwei Spiele außer Kraft, danach kehrte er jedoch in die Startelf zurück. Sein erstes Tor für Middlesbrough erzielte de Roon am 5. November gegen Manchester City im Etihad Stadium, als er in der 91. Minute den Ausgleichstreffer erzielte. In seiner ersten Saison beim FC Middlesbrough kam er in 33 Spielen zum Einsatz und erzielte vier Treffer. Er musste jedoch mit Middlesbrough den zweiten Abstieg in seiner Karriere antreten.
Am 10. August 2017 kehrte Marten de Roon zu Atalanta Bergamo zurück. Dort unterschrieb er einen bis Juni 2022 laufenden Vertrag. In der Saison 2017/18 absolvierte er 34 Ligaeinsätze im Trikot Bergamos, in denen er drei Tore erzielte und zwei weitere vorbereiten konnte. In der folgenden Spielzeit 2018/19 kam er auf 35 Ligaspiele, in denen ihm drei Scorerpunkte gelangen. Mit dem 3. Tabellenplatz erreichte er mit seinem Verein zum ersten Mal die Qualifikation für die UEFA Champions League 2019/20.

## Nationalmannschaft
Marten de Roon repräsentierte Niederlandes U-19 in der Qualifikation für die U-19-Fußball-Europameisterschaft 2010. Dort kam er in drei Spielen zum Einsatz und konnte ein Tor erzielen.
Am 13. November 2016 debütierte er für die A-Auswahl, als er beim 3:1-Sieg im WM-Qualifikationsspiel gegen Luxemburg in der Schlussphase für Bart Ramselaar eingewechselt wurde.

## Erfolge

### Sparta Rotterdam
- Aufstieg in die Eredivisie: 2012

### Atalanta Bergamo
- Europa-League-Sieger: 2024